# Pierre Guimier
Pour les articles homonymes, voir Guimier.
Pierre Guimier, né le 20 septembre 1887 à Chaumont-en-Vexin et décédé le 6 septembre 1956 à Wavre en Belgique, est un publicitaire et patron de presse français de l'entre-deux-guerres, en particulier lorsque cette dernière a pris le contrôle en 1934 du quotidien Le Journal.

## Histoire
Devenu chef de la publicité d'Havas dans les années 1930, il fait en parallèle une carrière au sein du quotidien Le Journal qu'Henri Letellier a décidé de vendre en janvier 1925 à un groupe formé par l'agence Havas, les papeteries Darblay, le directeur du casino de Deauville et la banque Paribas.
Après la mort en 1930 du rédacteur en chef du quotidien Le Journal, François-Ignace Mouthon, ancien journaliste catholique et antisémite arrivé en 1918, Pierre Guimier lui succède et s'entoure d'une équipe comprenant Gérard Dubot, Raoul Barthes et Jacques de Marsillac, rédacteur en chef, tandis que Lucien Descaves occupe toujours la rubrique littéraire, point fort du Journal.
Parallèlement administrateur d'Havas, il est le bras droit du président Léon-Prosper Rénier. En 1936, le gouvernement de Front populaire de Léon Blum lui reproche d'avoir être responsables de la campagne de presse qui a poussé au suicide le ministre de l'Intérieur Roger Salengro. Il est alors obligé de quitter Havas. 
À partir de 1937, il s'associe à Robert Bollack (1885-1956), ex-actionnaire de l'Agence de presse Fournier, qui a rejoint l’Agence économique et financière, future Agefi. Tous deux achètent la totalité du capital.